# 1863 v dopravě
Tento článek obsahuje seznam událostí souvisejících s dopravou, které proběhly roku 1863.

## Leden
10. ledna - byl zahájen provoz na první lince londýnského metra, nejstaršího metra vůbec.

## Duben
1. dubna - byl zahájen provoz na trati Chrást u Plzně – Stupno, odbočce České západní dráhy Praha – Plzeň.